# 흑마

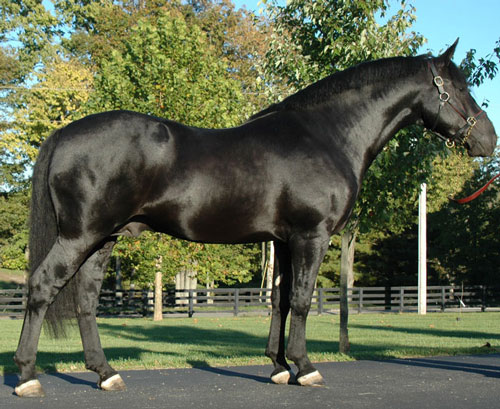
흑마

흑마(黑馬)는 털빛이 검은 말을 통칭하는 말이다. 대표적으로 펠 포니가 흑마이다.
흑마는 백마와 마찬가지로 머리부터 발끝까지 검정색인 애들은 없다
보통 소설에 등장하는 말들은 실사에선 어두운 밤색일 것이다
블랙뷰티